# Sawa Kirow
Sawa Todorow Kirow (bułg. Сава Тодоров Киров; ur. 27 lutego 1893 w Chaskowie, zm. 1972 w Paryżu) – bułgarski prawnik i polityk, minister spraw zagranicznych (1943).

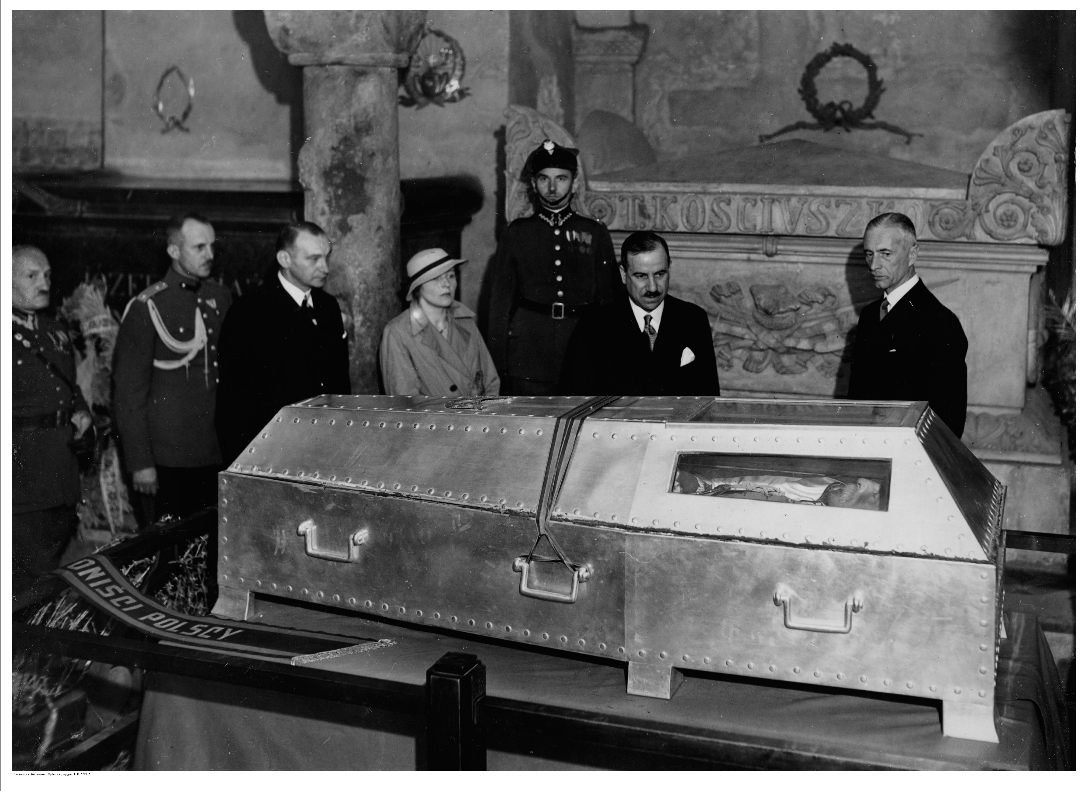
Poseł bułgarski Sawa Kirow przy sarkofagu Józefa Piłsudskiego (1935)

## Życiorys
W 1915 ukończył studia prawnicze na uniwersytecie sofijskim. W 1920 pełnił funkcję dyrektora poczt i telegrafów. Od 1920 pracował w ministerstwie spraw zagranicznych. W latach 1921–1925 pełnił funkcję sekretarza w poselstwach bułgarskich w Warszawie i w Paryżu. Od 1925 pierwszy sekretarz ambasady bułgarskiej w Paryżu. W latach 1935–1936 był posłem bułgarskim w Polsce, a następnie w Rumunii (1936-1940) i w Turcji (1940-1943). 25 września 1939 wobec trwającej w Polsce wojny Kirow, wówczas poseł bułgarski w Rumunii zadeklarował chęć przyjęcia polskich uchodźców cywilnych przez Bułgarię, jeśli ci nie naruszą jej statusu państwa neutralnego. Deklaracja nie była uzgodniona z bułgarskim MSZ, który uznał wypowiedź posła za nieprzemyślaną.
We wrześniu 1943 stanął na czele resortu spraw zagranicznych w gabinecie Dobri Bożiłowa. Funkcję tę pełnił przez miesiąc, po czym wyjechał do Francji. Zmarł w 1972 w Paryżu.